# San Salvador (Carabias)

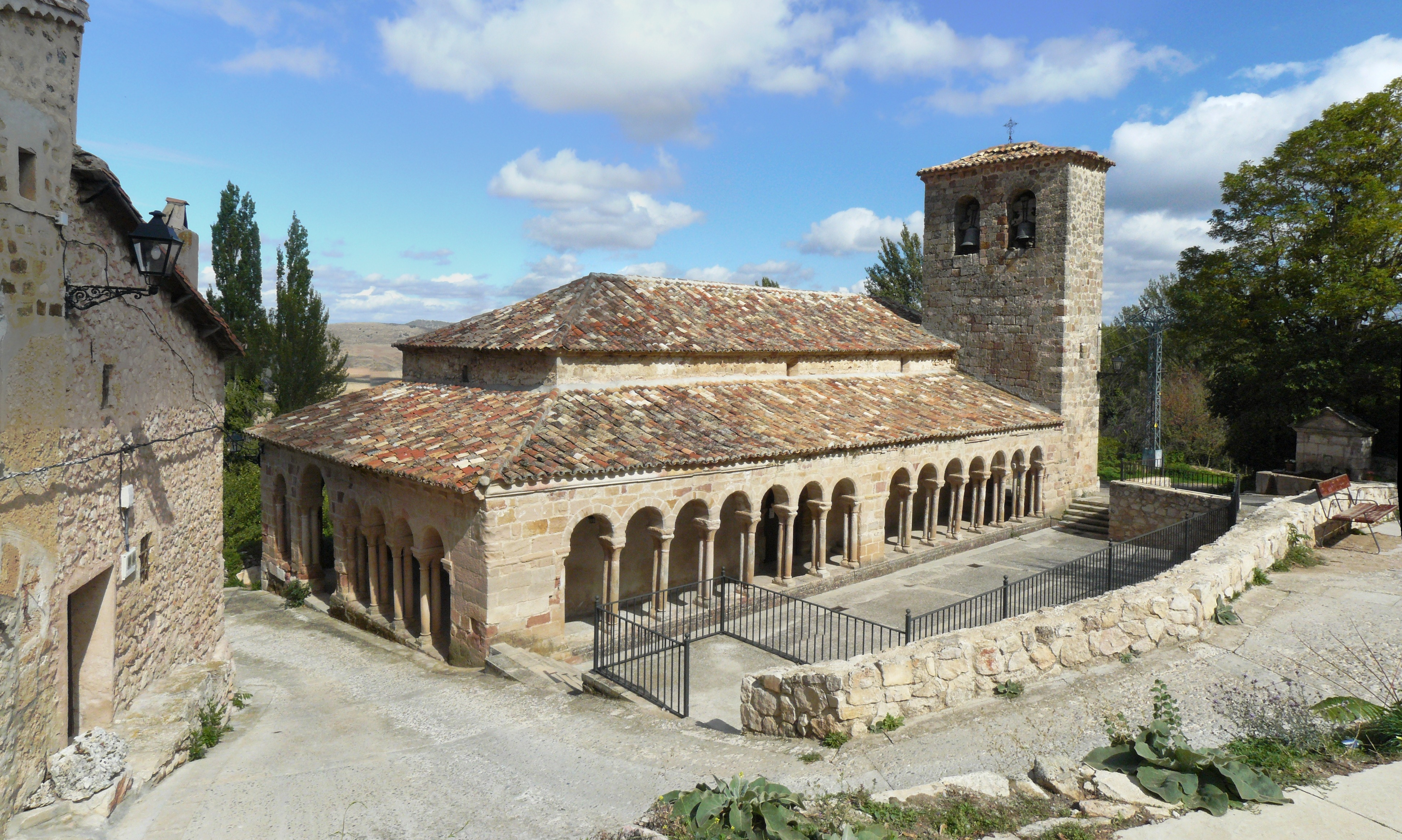
Kirche San Salvador in Carabias

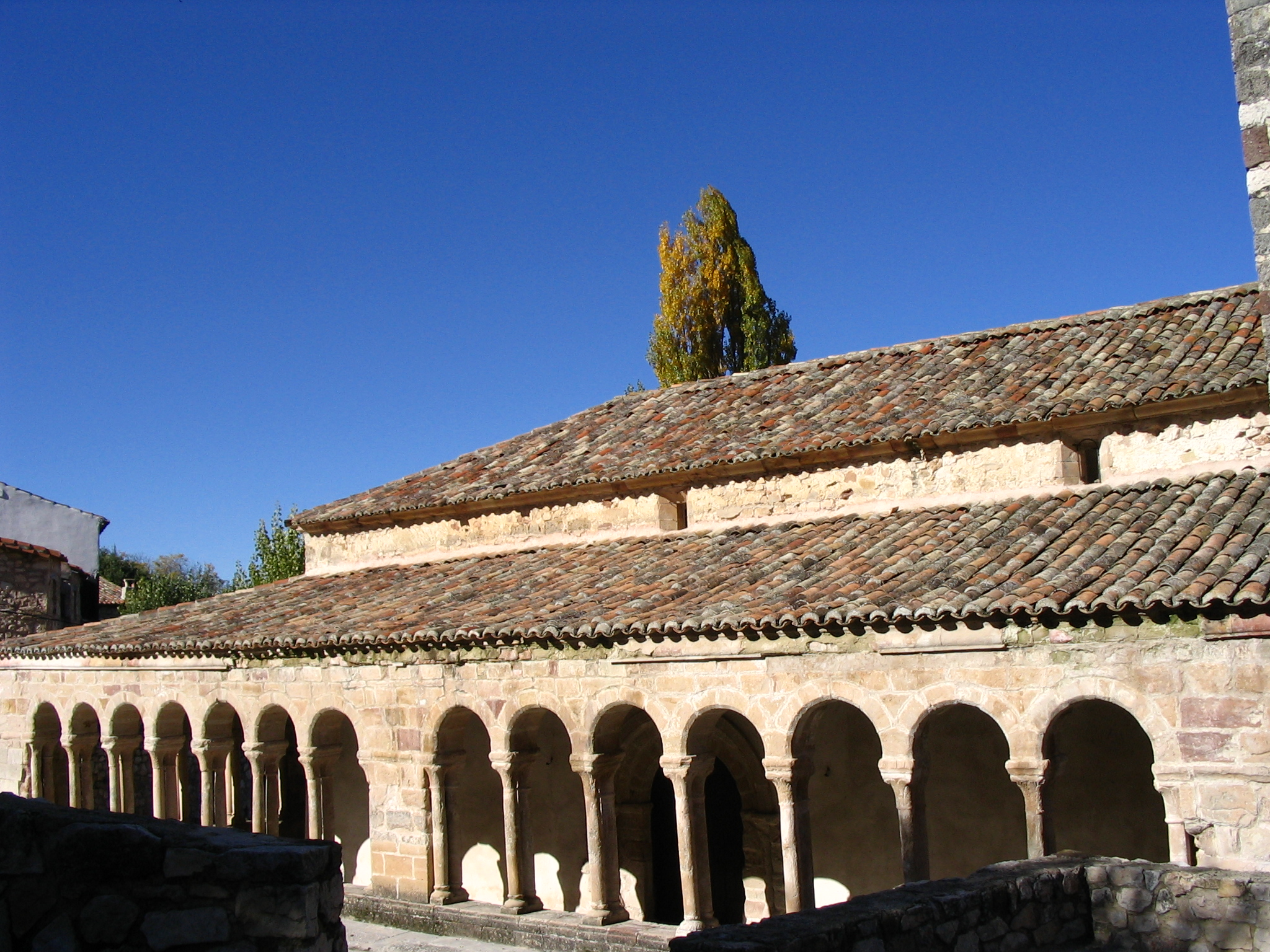
Vorhalle der Kirche

Die römisch-katholische Kirche San Salvador in Carabias, einem Ortsteil der spanischen Gemeinde Sigüenza in der Provinz Guadalajara der Autonomen Gemeinschaft Kastilien-La Mancha, wurde im 13. Jahrhundert errichtet. Im Jahr 1965 wurde die romanische Kirche zum Baudenkmal (Bien de Interés Cultural) erklärt. 

## Architektur
An das einschiffige Langhaus schließt sich im Osten eine gerade geschlossene Apsis an. Das Bauwerk, leicht am Hang stehend, besteht aus sorgfältig bearbeiteten Hausteinen. Die Süd- und Westseite der Kirche ist von einer Vorhalle umgeben, an die südliche Vorhalle ist im Osten ein rechteckiger Glockenturm angebaut, der zwei Klangarkaden besitzt. An der Süd- und an der Westseite befindet sich jeweils ein Portal. Das rundbogige Westportal besitzt eine Archivolte aus schlichten Wölbsteinen, die auf Säulen aufliegen, deren Kapitelle mit Pflanzendekor verziert sind. Das Südportal besitzt drei Archivolten, die mittlere ist schmucklos und die beiden äußeren sind mit einem Tauband verziert. Die Kapitelle der Säulen, auf denen die äußere Archivolte aufliegt, sind nicht mehr erkennbar.      
Der zweiseitige Vorhalle der Kirche besteht aus Arkaden, die auf Doppelsäulen ruhen. Ihre Kapitelle sind mit pflanzlichen Motiven geschmückt. 
Das Innere der Kirche wurde im 17. Jahrhundert verändert. Der Taufstein ist das älteste Ausstattungsstück. 

## Steinmetzzeichen
An der Fassade der Kirche wurden 57 Steinmetzzeichen festgestellt, 50 von ihnen befinden sich in der Vorhalle.